# Regió econòmica del Nord

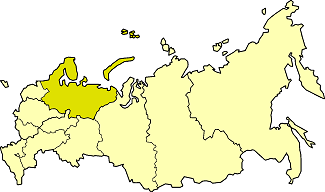
Regió econòmica del Nord al mapa de Rússia.

La regió econòmica del Nord (en rus: Се́верный экономи́ческий райо́н; séverni ekonomítxeski raion) és una de les dotze regions econòmiques de Rússia.

## Característiques generals[1]
- Superfície :1.466.300  km²
- Població: 5.861.000 hab.
- Densitat : 4 hab./km²
- Grau d'urbanització : el 76% de la població és urbana

## Composició
La regió econòmica del Nord està composta dels subjectes federals següents:
- Óblast d'Arkhànguelsk
- República de Carèlia
- República de Komi
- Óblast de Múrmansk
- Nenètsia
- Óblast de Vólogda